# Impatiens jurpia
Impatiens jurpia är en balsaminväxtart som beskrevs av Buch.-ham. Impatiens jurpia ingår i släktet balsaminer, och familjen balsaminväxter. Inga underarter finns listade i Catalogue of Life.